# Мацейко Юрій Михайлович
Юрій Михайлович Мацейко (20 жовтня 1928, Бердичів) — український історик та дипломат. Дослідник історії міжнародних відносин, сходознавець. Лауреат премії ім. Д. З. Мануїльського АН УРСР (1975). Доктор історичних наук.

## Біографія
Народився 20 жовтня 1928 року в місті Бердичів на Житомирщині. У 1951 році закінчив факультет міжнародних відносин Київського державного університету. У 1954 році аспірантуру Інституту історії АН УРСР. Кандидатська дисертація «Англо-американське суперництво в арабських країнах Близького Сходу (1946–1952 рр.)» (1955, наук. кер. — к. і. н. О. К. Касименко). Докторська дисертація «ООН: соціально-економічні перетворення в країнах, що розвиваються».
У 1954–1956 — лектор Ради наукової пропаганди АН УРСР, Товариства по розповсюдженню політичних і наукових знань.
У 1956–1961 — другий секретар, перший секретар, помічник Міністра закордонних справ Української РСР.
У 1957–1977 — працював в постійному представництві Української РСР при ООН (США), брав участь в XI-ХХХІ сесіях Генеральної Асамблеї ООН.
У 1978 — старший науковий співробітник відділу нової та новітньої історії країн Західної Європи та Америки Інституту історії АН УРСР.
З 1978 — співробітник Інституту соціальних і економічних проблем зарубіжних країн АН УРСР.
У 1995 році Член Національного організаційного комітету з відзначення 50-річчя від дня заснування ООН.

## Автор наукових праць
- Глобалізація і Безпека Розвитку — К., 2001 (у співавт.).
- Оновлення миротворчості ООН — загальна вимога часу // Дипломатична академія України. Науковий вісник. — К., 2000. — Вип. 3.
- У XXI століття - без ядерної зброї / Ю. М. Мацейко // Політика і час . – 06/1996 . – N6 . – С. 3-9.[2]
- Ідеальних моделей не буває. Пошук нової європейської архітектури безпеки і міжнародні організації / Ю. М. Мацейко // Політика і час . – 11/1996 . – N11 . – С. 28-31.[3]
- Про зміцнення режиму нерозповсюдження ядерної зброї. Рух неприєднання сьогодні // Політика і час. — 1995. — № 3.
- Развивающиеся страны: проблемы ограничения деятельности транснациональных корпораций. — К., 1989.
- ООН і соціально-економічні перетворення в країнах, що розвиваються. — К., 1984.
- В боротьбі с колоніалізмом. — К., 1983.
- У боротьбі за ліквідацію колоніалізму: Зовнішньополітична боротьба Радянського Союзу за остаточну ліквідацію колоніалізму та участь у ній Української РСР. — К., 1974 (у співавт., премія ім. Д. З. Мануїльського).
- Боротьба Української РСР в Організації Об'єднаних Націй за перетворення в життя ленінських принципів-зовнішньої політики: (До 25-річчя ООН) // Український історичний журнал. — Київ, «Наукова думка», 1970. — № 6. — c.25.[4]
- ООН у системі міжнародних відносин. — К., 1955.

## Нагороди та відзнаки
- За свої досягнення нагороджений орденом «Знак пошани», медаллю за «Доблесний труд», почесною відзнакою МЗС України II ступеня. Почесною грамотою МЗС України, як ветеран дипломатичної служби за особливий внесок у становлення та розбудову дипломатичної служби України та успішне забезпечення її інтересів на міжнародній арені.